# Célestine Galli-Marié
Célestine Galli-Marié est une mezzo-soprano française née le 15 mars 1837 dans l'Ancien 2e arrondissement de Paris et morte le 21 septembre 1905 à Vence. Elle est particulièrement connue comme créatrice du rôle de Carmen dans l'opéra de Georges Bizet. Elle a aussi créé, dans le rôle-titre, l'opéra Fantasio de Jacques Offenbach, en 1872.

## Biographie
Célestine Marié de l'Isle naît le 15 mars 1837. Elle est la fille de Claude-Marie-Mécène Marié de l'Isle, lui-même un ténor renommé. Elle fait ses débuts à Strasbourg, puis chante à Toulouse, avant d'être engagée par Émile Perrin à l'Opéra-Comique en 1862.
Elle y crée notamment le rôle-titre de Mignon d'Ambroise Thomas (1866), le rôle de Vendredi dans Robinson Crusoé de Jacques Offenbach (1867) et surtout, en 1875, celui de Carmen de Georges Bizet dont elle a été la maîtresse.
En 1872, le peintre Jean-Joseph Weerts expose un portrait d'elle au Salon.
Elle meurt le 21 septembre 1905 à Vence. Un cénotaphe lui est dédié au cimetière du Père-Lachaise.

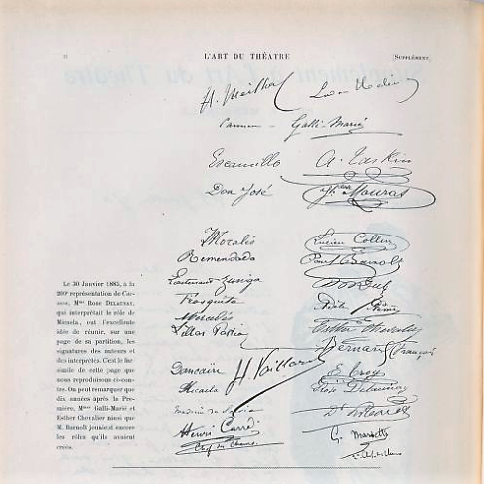
Signatures des auteurs et des interprètes de Carmen réunis le 30 janvier 1885 à l'occasion de la 200e représentation sur une page de sa partition par Rose Delaunay qui interprétait le rôle de Micaela et reproduites par la revue L'Art du théâtre en 1905. Dix années après la première, Célestine Galli-Marié, Esther Chevalier et Barnolt jouaient encore les rôles qu'ils avaient créés.

## Hommages
Plusieurs compositeurs et compositrices lui ont rendu hommage en musique :
- La Polka des hirondelles, d'Émile Desgranges (1867) ;
- Adieu de l'hôtesse arabe, d'Alphonse Devin-Duvivier (1868) ;
- Rondella, de Paul Lacôme (1877) ;
- Berceuse, de Georges Marty (1898) ;
- Mandolinata, d'Émile Paladilhe (1869) ;
- Les Filles de Cadix, de Gabriel Pierné (1883) ;
- Paraphrase sur la Mandolinata de Paladilhe, de Camille Saint-Saëns (1869) ;
- La Polka sur Mignon et la Polka-mazurka sur Robinson Crusoë, d'Isaac Strauss (1867) ;
- La Sulamite, de Delphine Ugalde (1878).